# Dura Europos
Koordinaten: 34° 44′ 51″ N, 40° 43′ 48″ O

Karte Armeniens unter Tigranes II. und Teile des Parthischen Reiches mit Dura Europos

Dura Europos, auch Dura-Europos (griechisch Δοῦρα Εὐρωπός, arabisch Qal'at es-Salihiye), war eine griechisch-hellenistische Stadt im heutigen Syrien. Sie war in der Zeit des dort nach dem Tod von Alexander dem Großen entstandenen östlichen Diadochenreiches – nach seinem ersten König Seleukos I. (358–281 v. Chr., König ab 306 v. Chr.) Seleukidenreich genannt – gegründet worden. Dura Europos lag am mittleren Euphrat, kurz vor der heutigen syrisch-irakischen Grenze.
Ob es eine indigene Vorgängersiedlung gab, ist bislang nicht geklärt. Dura Europos bekam eine stark befestigte Zitadelle, wurde zu einem größeren Ort in griechischem Baustil erweitert und entwickelte sich – vor allem in der späteren parthischen Zeit – zum administrativen und wirtschaftlichen Zentrum der Region. Die ältere Auffassung, dass es eine wichtige Handelsstadt auf dem Weg von Palmyra zum Euphrat und damit an der Seidenstraße war, wird dagegen nicht durch die schriftlichen Quellen gestützt. Die Stadt gehörte spätestens seit den Kaisern der severischen Dynastie als Grenzfestung zum Römischen Reich, wurde 256/257 von den Sassaniden erobert und zerstört und wohl 273 für immer verlassen.
Die Ruinen blieben deshalb gut erhalten; das trockene Wüstenklima bewahrte auch viele organische Materialien. Der im 20. Jahrhundert zu ungefähr 40 % von Archäologen ergrabene Ort wird aus diesem Grund oft als das „Pompeji des Ostens“ oder „Pompeji der Wüste“ bezeichnet. Zu den herausragenden Funden gehören die Hauskirche von Dura Europos, die bisher älteste als solche fassbare Kirche überhaupt, und die mit figürlichen Szenen ausgemalte Synagoge von Dura Europos.
2013 wurde die archäologische Stätte von Kämpfern der Terrormiliz IS geplündert; das Ausmaß der Zerstörungen ist derzeit (Juni 2019) noch unbekannt.

## Lage

Dura Europos in römischer Zeit (Stadtplan)

Die Stadt wurde auf einem flachen Plateau an einem Steilufer des Euphrattales errichtet, so dass Dura Europos etwas oberhalb des Flusses lag. Im Norden und Süden gab es tiefe Schluchten, die der Stadt auf dem Plateau natürliche Grenzen und Schutz boten. Nur zum Westen hin öffnete sich die Stadt zur Wüste. Innerhalb des Stadtgebietes gab es einige Schluchten und Wadis. Diese trennten das eigentliche Stadtgebiet von der Zitadelle und der Akropolis. Zu den Schluchten hin fiel das Plateau etwas ab. Die Straßen wurden hier teilweise durch Stufen weitergeführt. Die ganze Stadt war von einer Mauer umgeben, die an der Westseite besonders ausgebaut war, während die anderen Seiten durch die Schluchten und das Ufer leichter zu verteidigen waren. Als vor dem letzten Angriff der Sassaniden die Stadtmauer verstärkt wurde, geschah dies folgerichtig hauptsächlich an der Westseite.
Während das Euphrattal fruchtbar ist und viel Ackerland bietet, lag die eigentliche Stadt in der Wüste.

## Geschichte

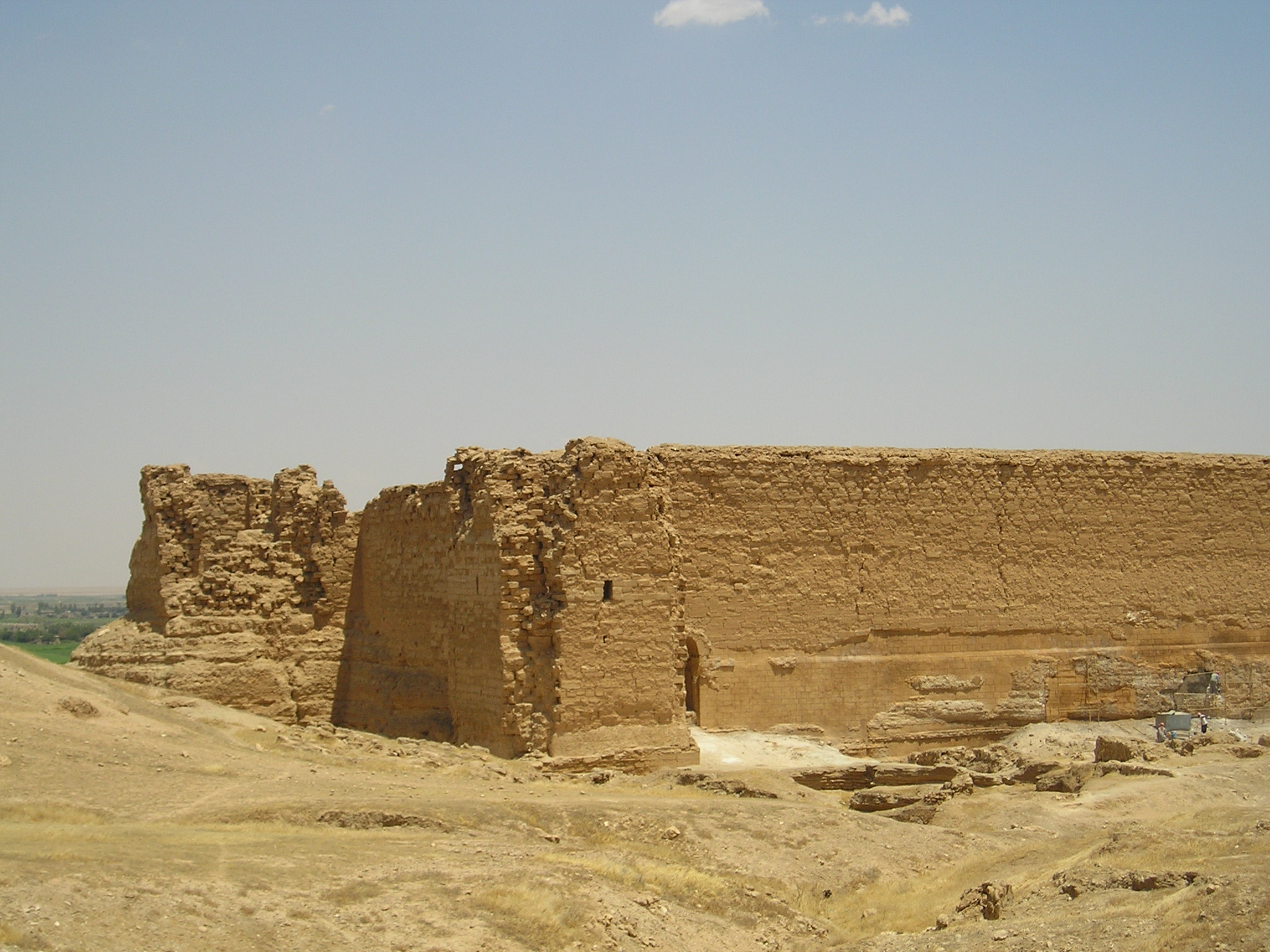
Reste der Zitadelle

Dura, Duru, Dur, Der oder Dor ist ein häufiger Ortsname in der babylonischen und assyrischen Welt und mag auf eine vorhellenistische Siedlung hinweisen. Es gibt einige spätbabylonische Siegelfunde und eine Keilschrifttafel aus der Stadt, die sich verbaut in der Mauer des Tempels des Atargatis fand und einen Ort Da-wa-ra nennt. Architektonische Zeugnisse aus vorhellenistischer Zeit fehlen jedoch bisher. Die ersten Siedler in hellenistischer Zeit waren wahrscheinlich altgediente makedonische Veteranen, die Kleruchoi, die hier ein Stück Land zum Dank für ihre Dienste erhalten hatten. Als eigentlicher Gründer wird bei Isidoros von Charax ein gewisser Nikanor genannt. Zwei bedeutende Personen mit diesem Namen sind aus der Zeit um 300 v. Chr., als die Stadt gegründet wurde, bekannt. Ein gewisser Nikanor ist als Satrap von Kappadokien bezeugt, er wurde 311 v. Chr. in einer Schlacht von König Seleukos I. besiegt. Ein anderer Nikanor war Neffe von Seleukos I. und war Statthalter von Mesopotamien. Er gründete die Stadt Antiochia in Arabien. Vielleicht handelt es sich bei Nikanor auch um Seleukos I. Nikator, demnach ist die Referenz bei Isidoros von Charax von Nikanor zu Nikator zu verbessern. In der Tat gibt es in der Stadt ein Relief, das Seleukos I. als Stadtgründer zeigt.
Die Gründung bekam zunächst den Namen Europos, wohl nach dem Heimatort von Seleukos I. Die zunächst kleine Stadt erhielt eine stark befestigte Zitadelle. Unter Antiochos I. wurden hier sogar für kurze Zeit Münzen geprägt. Später wurde der Ort erheblich erweitert und erhielt nach dem altbewährten Schema des griechischen Baumeisters Hippodamos ein rechtwinkliges Straßennetz mit 37 × 70 m großen Häuserblöcken. Obwohl sie gut befestigt war, konnten die Parther die Stadt um 114 v. Chr. erobern. In parthischer Zeit erhielt sie erneut den eventuell alten Namen Dura. Die Namensverbindung Dura Europos ist dagegen modern und in den antiken Quellen nicht belegt. Die Stadt wurde auch Sitz einer Militäreinheit. Obwohl die Stadt nun parthisch war, lebten griechische Traditionen weiter. Vor allem die Oberschicht war zunächst weiterhin hellenistisch, und sogar der Kult seleukidischer Könige wurde weitergeführt.

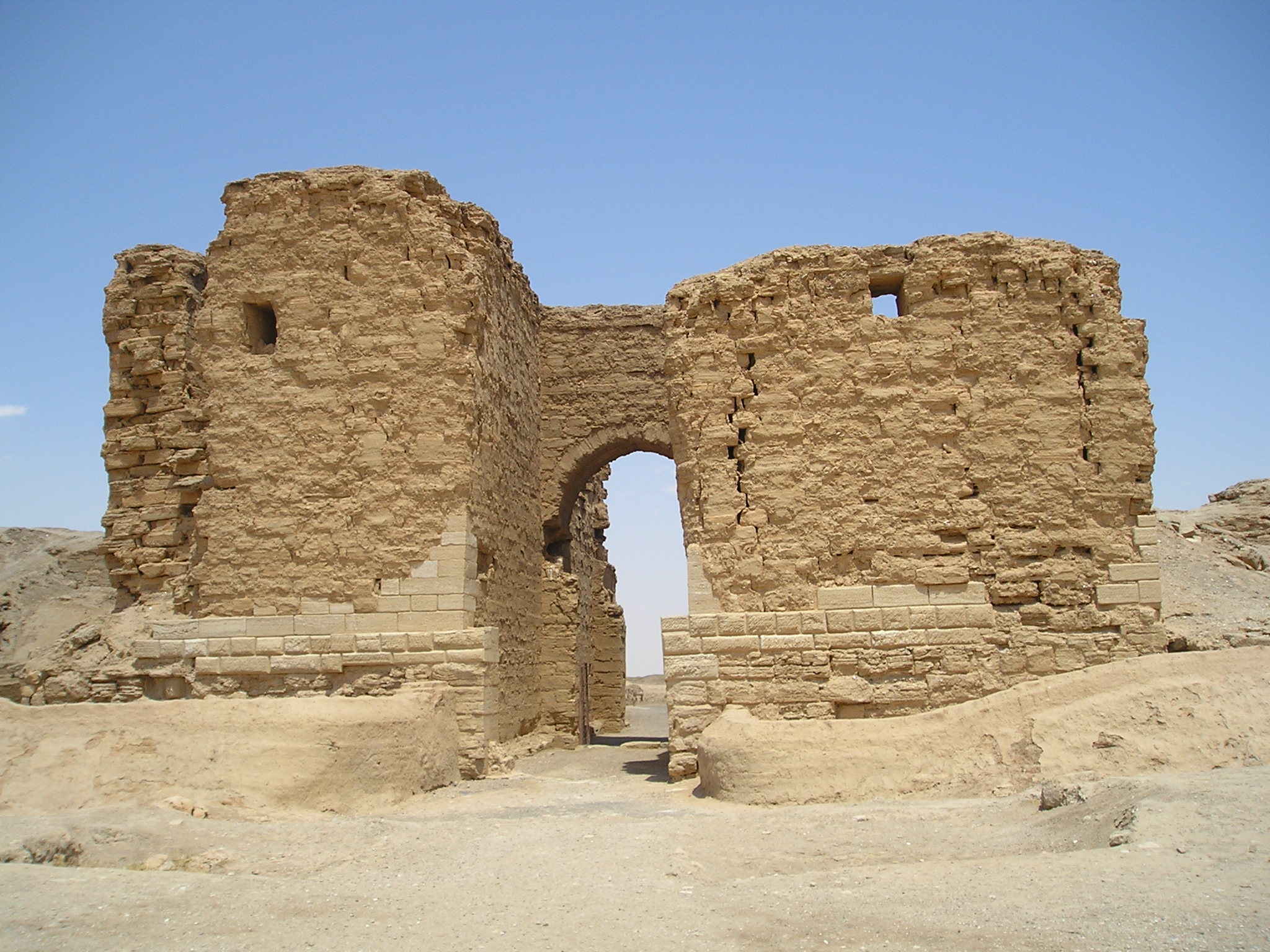
Stadttor

Die Stadt erlebte vor allem im ersten und zweiten nachchristlichen Jahrhundert ihre Blütezeit. Das ganze Stadtgebiet innerhalb der Mauern wurde nun vollkommen besiedelt. Dura Europos verlor den militärischen Charakter. Die reichen Bürger errichteten oder erweiterten die zahlreichen Tempel und schmückten sie mit Statuen und Malereien aus. Diese Tempelbauten belegen einen ansehnlichen Wohlstand der Bewohner. Die Bevölkerung bestand dabei aus einer Mischung, die sich aus einer kleinen griechischen Oberschicht, die im Laufe der Zeit parthische Sitten annahm, aus einer syrischen Bevölkerungsmehrheit und zahlreichen anderen ethnischen und sprachlichen Gruppen, darunter zahlreiche Juden, zusammensetzte. Wirtschaftlich war die Stadt eng mit dem römischen Reich verbunden. Vor allem römische Münzen dominierten gegenüber parthischen Prägungen. Kulturell war die Stadt jedoch eher parthisch geprägt.

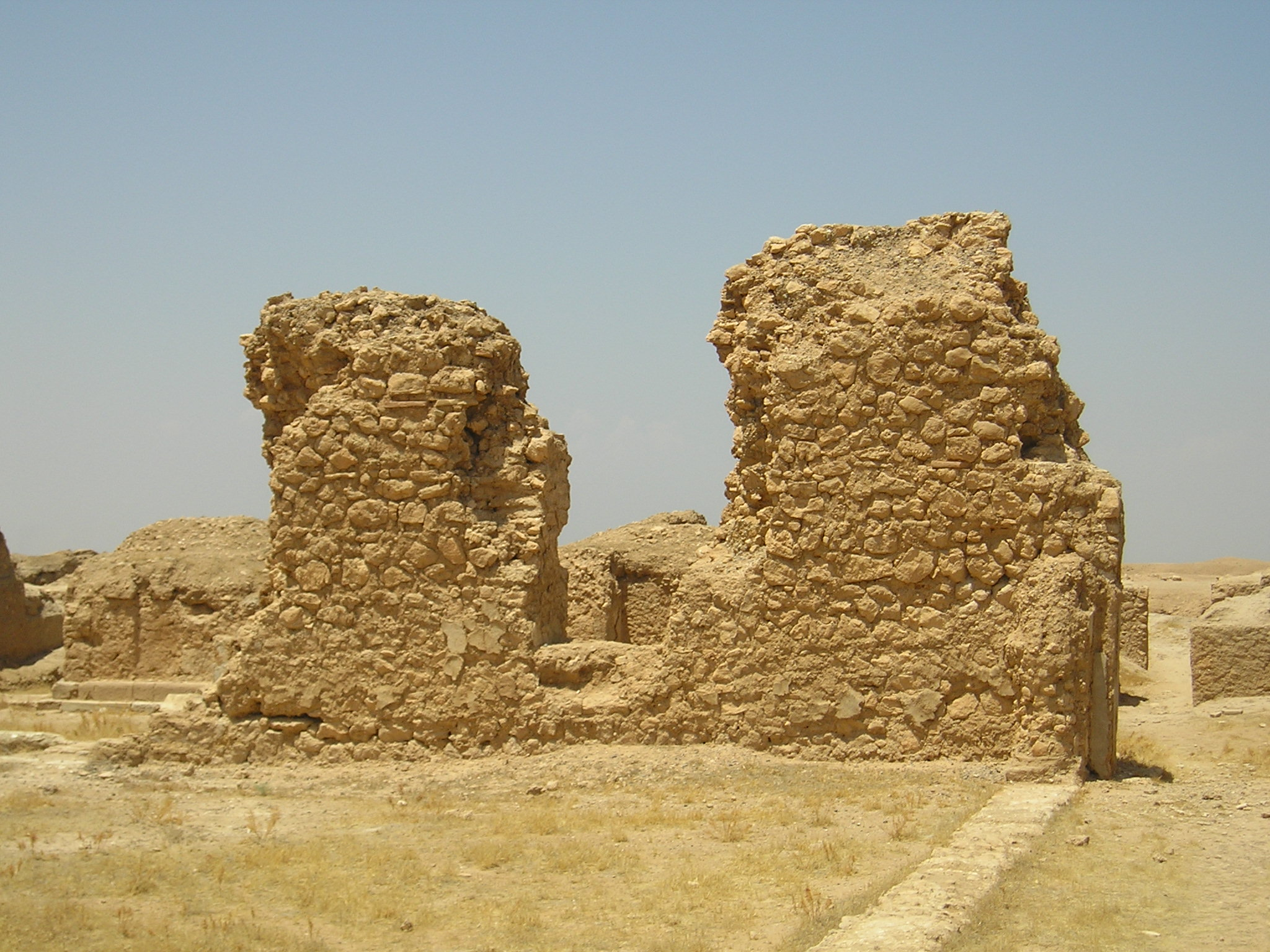
Ruinen des Praetoriums

Als Grenzstadt zwischen Rom und den Parthern wechselte sie im Laufe der Römisch-Persischen Kriege wiederholt den Besitzer und war von großer administrativer und ökonomischer Bedeutung für die Region. Um 115 wurde sie von Trajan erobert, fiel aber kurze Zeit darauf, offenbar noch vor dem Tod des Kaisers, wieder an die Parther, um dann kurz nach 165 wieder an die Römer zu gelangen, die den Ort zunächst aber wohl nur indirekt kontrollierten. Dura wurde dann um 200 unter Kaiser Septimius Severus in die neue Provinz Mesopotamia bzw. Syria Koile eingegliedert. Unter den Römern wurde im Norden der Stadt ein Militärlager eingerichtet, zu dem ein Praetorium gehörte. Hier waren die Cohors XX Palmyrenorum stationiert und die Cohors II Ulpia equitata stationiert. Seit etwa 210 waren auch vereinzelte Abteilungen der Legio IIII Scythica und der Legio XVI Flavia Firma in der Stadt anwesend. Zu diesem Zweck wurden große Teile der Wohnstadt umgebaut und von einer Mauer umgeben. In der römischen Zeit erlebte der Ort wirtschaftlich offenbar eine gewisse Stagnation. Es wurden keine neuen, großen Tempel errichtet, während die meisten Neubauten militärischen Charakter hatten. Darunter befanden sich allerdings ein kleines Amphitheater und mehrere Thermen, die zum Teil mit Mosaiken dekoriert waren und aus gebrannten Ziegel errichtet wurden. Beides ist sonst nicht in der Stadt bezeugt.
Vielleicht um das Jahr 253 wurde die Stadt kurz von den Sassaniden erobert, fiel dann aber wieder an die Römer. Die Stadt erhielt zu einem unbekannten Zeitpunkt vor 254 n. Chr. den Status einer Kolonie (colonia). Dieser Titel ist in einer Inschrift aus diesem Jahr bezeugt. Wahrscheinlich verließ in dieser Zeit die Zivilbevölkerung den Ort. Um 256/7 n. Chr. wurde die Stadt dann aber endgültig von den persischen Sassaniden erobert (zu den Hintergründen vgl. Eroberung von Dura Europos, Römisch-Persische Kriege). Diese hatten das Erbe der Parther angetreten. Die Kämpfe lassen sich archäologisch gut nachvollziehen, da unter anderem die persischen Angriffstunnel und die römischen Gegengräben erhalten sind. Der Zeitpunkt der Eroberung wird aus Münzfunden erschlossen. Aus der Stadt stammt keine Prägung aus den Jahren nach 257 n. Chr. In literarischen Quellen wird das Ereignis nicht genannt. Im Jahr 273 wurde Dura endgültig verlassen, anscheinend weil der Euphrat seinen Lauf geändert hatte.
In parthischer Zeit wurde Dura Europos von einem Strategos, dem die zivile und militärische Verwaltung unterstand, verwaltet. Es handelt sich zwar um ein griechisches Amt, es ist jedoch noch nicht für die seleukidische Periode bezeugt. Das Amt des Strategos’ scheint über lange Zeit in der Hand einer Familie gelegen zu haben. Die bezeugten Amtsinhaber sind Seleukos (ca. 33/32 v. Chr.), Seleukos, Sohn des Lysias (ca. 51/52 n. Chr.), Seleukos, Sohn des Lysanias (ca. 135/136 n. Chr.), Lysisas (gestorben im Jahr 159 n. Chr.) und Lysias, der Nachfolger des Letzteren. Um 121 n. Chr. amtierte ein gewisser Manesos, der nicht aus der Familie des Seleukos stammte und vielleicht von der parthischen Zentralverwaltung eingesetzt wurde, nachdem die Stadt und ganz Mesopotamien von den Römern erobert worden waren. Um 135/136 n. Chr. sind wieder Mitglieder der Seleukosfamilie im Amt belegt. Das Amt wurde auch unter römischer Herrschaft weitergeführt. Drei Amtsinhaber sind bezeugt: Seleukos (169/170 n. Chr.), Heliodoros (ca. 180 n. Chr.) und Septimius Lusias (ca. 200 n. Chr.). Im 3. Jahrhundert ist in der Stadt eine Bule, eine Stadtversammlung, bezeugt.
In römischer Zeit hatte nach Ansicht vieler Forscher der Dux Ripae seinen Sitz in Dura Europos. Ihm unterstand wohl die Verteidigung der Grenze zu Syrien, aber auch die Verwaltung der Stadt in römischer Zeit, da für diese Periode sonst keine Beamten belegt sind, die dieser Aufgabe entsprochen haben könnten.

## Bewohner, Sprachen und Texte
Eine große Zahl an Sprachen ist in den Inschriften und Texten aus der Stadt bezeugt. Das lässt vermuten, dass die Bewohner der Stadt aus unterschiedlichen Regionen stammen. Allerdings kann man nicht einfach aufgrund von im Schriftverkehr verwendeter Sprachen auf ethnische Zugehörigkeiten schließen. Folgende Sprachen sind in der Stadt bisher belegt: Griechisch, Latein, Hebräisch, verschiedene aramäische Dialekte (Palmyrisch, Hatranisch, Syrisch, Jüdisch-Mittelaramäisch), Safaitisch, Parthisch und Mittelpersisch.
Dura Europos war eine griechische Gründung und es verwundert daher nicht, dass der bei weitem größte Teil der Inschriften auf Griechisch verfasst ist. Etwa 800 griechische Texte sind bisher bekannt. Es handelt sich um Weiheinschriften, Graffiti sowie um Urkunden auf Papyrus und Pergament. Griechisch war vor allem die Sprache der Geschäftsurkunden und scheint besonders nach der römischen Besetzung an Bedeutung gewonnen zu haben. Es wird vermutet, dass vor allem die Oberschicht der Stadt auch noch in parthischer Zeit griechisch war. Palmyrisch ist durch diverse Inschriften auf Denkmälern ab 33 v. Chr. mit Sicherheit belegt. Vermutlich lebte eine kleine Anzahl von palmyrischen Händlern in der Stadt. In römischer Zeit kamen Soldaten aus Palmyra hinzu. Parthisch ist nicht gut bezeugt und die wenigen parthischen Inschriften scheinen in römische Zeit zu datieren. Mittelpersisch ist vor allem durch zwei Pergamente bezeugt. Daneben gibt es zahlreiche mittelpersische Graffiti in der Synagoge. Die Texte müssen in die kurze Zeit datieren, als die Stadt von den Sassaniden beherrscht wurde.
Wegen des trockenen Wüstenklimas sind zahlreiche Urkunden auf Papyrus und Pergament erhalten – Materialien, die sonst kaum eine Chance haben, die Jahrtausende zu überdauern. Die Schriftstücke fanden sich unter der an die Westmauer gebaute Ziegelrampe, wo sie besonders geschützt waren. Im Tempel der Azzanathana fanden sich Urkunden der hier stationierten Cohors XX Palmyrenorum, wo ein Raum offensichtlich als Archiv diente. Die Texte bieten einen einmaligen Blick auf die Organisation der römischen Armee an der Ostgrenze des Reiches. Zu den erhaltenen Texten gehört ein religiöser Festkalender, diverse Briefe, davon einige in Latein, tägliche Berichte zu Truppenbewegungen und diverse Namenslisten.
Des Weiteren fanden sich in der Stadt einige literarische und religiöse Texte, aber vor allem Verwaltungs- und Geschäftsurkunden. Nur wenige Urkunden können mit Sicherheit in die Zeit parthischer Herrschaft datiert werden. Nur sieben von ihnen sind sicher datiert. Sie sind in griechischer Sprache verfasst und benutzten auch die seleukidischen Zeitrechnung. Unter den literarischen Texten findet sich ein Herodot-Fragment und eines von Appian. Das Herodotfragment stammt aus seinem 5. Buch und ist mit ausgesprochen schöner Schrift geschrieben. C. Bradford Welles bezeichnet das Buch als de luxe und datiert die Abschrift in das 2. Jahrhundert n. Chr. Besonders interessant ist P.Dura 10, das Fragment einer Evangelienharmonie. Es handelt sich vielleicht um ein Fragment von Tatians Diatessaron. Die verwendeten Sprachen sind Latein (die Verwaltungsurkunden) und Griechisch für die Geschäftsurkunden. Es fand sich auch ein Gebet in Hebräisch.
Die Texte werfen Licht auf das tägliche Leben in der Stadt. In parthischer Zeit wurden Dokumente nach der arsakidischen Ära und nach der seleukidischen Ära datiert, die als in der vorherigen Art eingeführt wurde. Interessant ist das Auftreten von Frauen in den juristischen Dokumenten der parthischen und der römischen Zeit. Sie agierten unabhängig und benötigten, nicht wie im Mittelmeerraum, einen männlichen Fürsprecher.
Die Sprache der griechischen Urkunden ist der attische Dialekt und weist wenige Fehler auf. Da die meisten Texte Rechtsurkunden sind, bezeugt dies, dass die meisten Schreiber eine gute Ausbildung in griechischer Sprache hatten. Ein Brief aus dem dritten Jahrhundert, der als Absender eine Person aus dem Dorf Ossa hat, weist dagegen mehr Abweichungen vom klassischen Attisch auf.

## Wichtige Bauten
Das Hauptbaumaterial der Stadt war Stampflehm. Nur besondere Bauten und einzelne Bauteile sind in Stein errichtet worden. Es sind nur wenige Baureste aus der seleukidischen Zeit erhalten. Der Stadtplan stammt zweifellos aus dieser Periode. In der Mitte der Stadt befand sich eine große Agora. Hier standen auch griechische Tempel der Artemis und des Apollon. Der Artemistempel war zunächst sehr einfach und bestand nur aus einem Temenos mit einem Altar in der Mitte. Im Osten befand sich die Akropolis, die kein eigentlicher Berg war, sondern ein durch ein Wadi abgetrennter Stadtteil. Hier stand ein Palast und ein Tempel, wohl für den olympischen Zeus. Am Euphratufer befand sich eine Zitadelle, eine extra nochmals mit einer starken Befestigung versehene Burg. Hier stand auch ein Palast, in dem eventuell der Strategos der Stadt residierte. Die Festungsanlagen aus griechischer Zeit sind in Stein gebaut, jedoch nie vollendet worden.

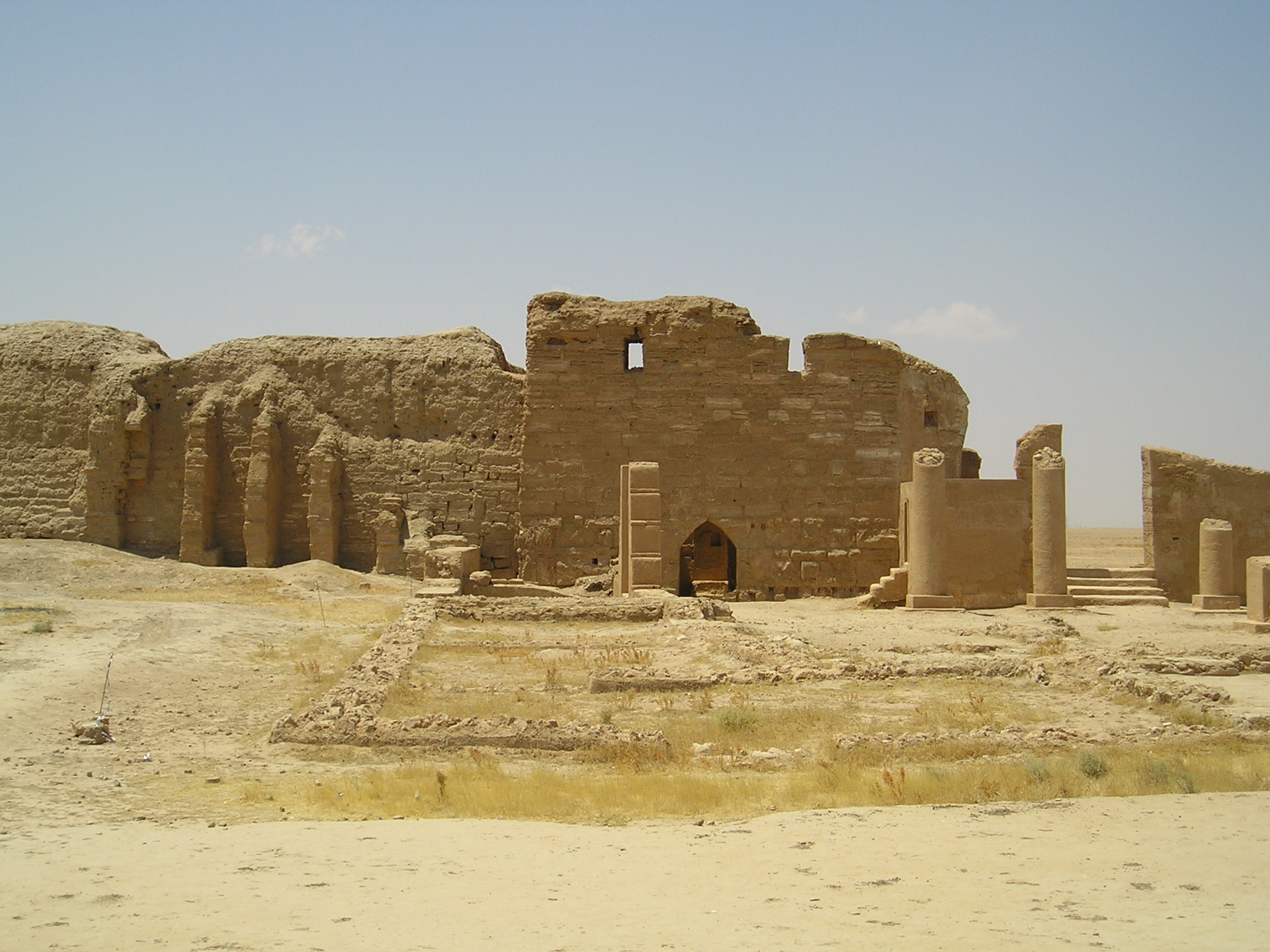
Tempel des Baal in Dura Europos

Die parthische Stadt scheint sich zunächst wenig geändert zu haben. Im Laufe der Zeit wurden griechische Bauten jedoch durch solche im parthischen Stil ersetzt. Der Artemistempel wurde zu einem richtigen Tempel im griechischen Stil ausgebaut. Der Bau wurde jedoch nie fertiggestellt und durch einen Bau im parthischen Stil ersetzt. Die Stadt hatte nun eine ausgesprochen große Zahl wichtiger Tempel, in denen ganz unterschiedliche Gottheiten verehrt wurden. Diese kamen aus dem griechischen und syrisch-parthischen Raum und spiegeln in ihrer Vielfalt den kosmopolitischen Charakter der Stadt wider. Dabei wurden oftmals semitische Gottheiten unter griechischen, oder griechischen unter semitischen Namen verehrt. Der Kult und die Tempelarchitektur waren aber in der Regel rein orientalisch.
Die meisten Tempel wurden wohl von den Bürgern der Stadt erbaut und ausgeschmückt. Die Malereien zeigen die hier verehrten Gottheiten und die stolzen Stifter und ihre Familien beim Opfer (siehe Bild: das Opfer des Konon). In einigen Tempeln scheint es kein vollplastisches Kultbild gegeben zu haben, sondern ein gemaltes Bild der Gottheit erfüllte diese Funktion. Die Maler der Bilder haben diese auch oftmals signiert.

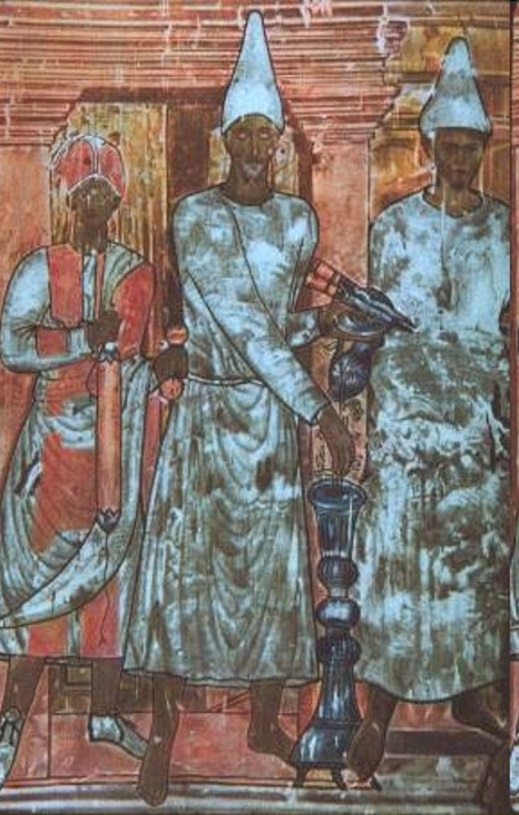
Das Opfer des Konon, Wandmalerei im Tempel des Baal

### Tempel
Der Tempel der Artemis Nanaia ist vielleicht das älteste Heiligtum der Stadt. In seleukidischer Zeit stand hier ein Temenos (ein ummauerter, heiliger Bezirk), der eine dorische Kolonnade und in der Mitte einen Altar hatte. Am Ende des zweiten Jahrhunderts brannte dieser nieder und es wurde ein Naïskos errichtet, der jedoch nie fertig wurde. In der Mitte des ersten Jahrhunderts wurde der Tempel wiederum umgestaltet. Es entstand ein Hofkomplex. In der Mitte stand der Tempel mit Vorraum und dreischiffiger Cella. Der Tempel wurde bis zum Untergang der Stadt mehrmals umgebaut. An der Umfassungsmauer befanden sich eine Reihe von Räumen.
Der Tempel des Baal (auch als Tempel der Palmyrischen Gottheiten bekannt) wurde in einer Ecke der Stadtmauer gebaut. Es lassen sich mehrere Bauphasen unterscheiden. Um einen Hof befanden sich diverse Räume. Der eigentliche Tempel stand im Norden und war in späterer Zeit durch vier Säulen gekennzeichnet. Dahinter lagen zwei Räume, von denen der hintere das Allerheiligste war. Dieses war einst reich mit Wandmalereien dekoriert. Hier stand auch ein Schrein, der wohl das Kultbild enthielt.
Nach etwa dem gleichen Prinzip ist der Tempel der Atargatis, in der Mitte der Stadt, errichtet worden. Der Tempel hatte in der Mitte einen großen Hof, einen monumentalen Eingang und ein Allerheiligstes mit drei Naoi. Um den Hof fanden sich wiederum zahlreiche kleine Räume, einige von ihnen waren wohl Schreine, die diversen Gottheiten geweiht waren. Atargatis, war die Gemahlin und Mutter des Adonis und des Hadad. Diesen Gottheiten gehörten sicherlich die beiden anderen der Naoi.
Im Südosten, abgetrennt von dem Rest der Stadt durch einen Wadi, stand anscheinend die Akropolis der griechischen Stadt. Von den Tempeln dieser Zeit ist jedoch kaum noch etwas erhalten.
Der Tempel des Zeus Theos wurde im zweiten Jahrhundert errichtet. Es handelt sich um einen der wichtigsten Tempel der Stadt. Der Bau hatte einen monumentalen Hof und in diesem einen großen Naos. Dessen Malereien konnten weitgehend wiedergewonnen werden. An der Rückwand war die Kultfigur des Gottes dargestellt. Sie stand neben einem Streitwagen und wurde von zwei Niken gekrönt. An den Seitenwänden des Saales befinden sich in drei Registern die Bilder der Spender und deren Familienmitglieder, die diesen Tempel finanziert hatten.
Der Tempel der Gadde war ein Doppeltempel, der den Schutzgottheiten (gaddē) der Stadt und von Palmyra geweiht war. Der Bau befindet sich nahe der Agora. Es handelt sich um einen Hoftempel, der in den letzten Jahren der parthischen Herrschaft errichtet wurde. Über ein Propylon gelangte man in einen Hof. Gegenüber lag die Cella mit weiteren Räumen. Auf der rechten Seite gelangte man über einen Saal mit Bänken an den Wänden in einen weiteren Hof. Hier befand sich eine weitere Cella. Das genaue Alter des Tempelkomplexes ist unbekannt. Er wurde im Lauf der Zeit immer wieder erweitert. Im Tempel fanden sich zwei Weihreliefs. Eines von ihnen zeigt die weibliche Schutzgottheit von Palmyra in der Pose der Tyche von Antiochia. Sie sitzt zwischen zwei Figuren. Sie hat eine Mauerkrone und ein griechisches Gewand. Links steht ein Priester, rechts eine Nike. Auf dem anderen Relief ist dagegen die männliche Schutzgottheit von Dura Europos dargestellt. Sie ist bärtig und trägt eine Tunika. Es handelt sich mit hoher Wahrscheinlichkeit um Zeus Megistos. Zu seiner Rechten steht Seleukos Nikator, auf der anderen Seite der das Relief weihende. Unter Seleukos Nikator ist die Stadt gegründet worden, so dass der Herrscher hier eine besondere Verehrung genoss. Die Reliefs sind nach einer Inschrift im Jahr 159 n. Chr. einem gewissen Hairan geweiht worden. Es handelt sich wahrscheinlich um palmyrische Arbeiten.
Der Adonis-Tempel ist schon in parthischer Zeit errichtet worden. Er nimmt eine Hälfte einer Insula ein, wobei die angrenzenden Wohnbauten gleichzeitig die Begrenzung des Temenos darstellen. Es handelt sich wieder um einen Tempelkomplex, der um einen Hof gruppiert ist. Der eigentliche Tempel lag dabei im Süden mit Vorhalle und eigentlicher Cella. Es fanden sich Wandmalereien.
Der Tempel der Artemis Azzanathkona lag im Norden der Stadt und besaß zwei Naoi. Der Tempel stand hier seit mindestens 13 n. Chr. In römischer Zeit wurde die Anlage zum Teil in das Militärlager eingebunden, wobei der eigentliche Kult aber weitergeführt wurde. In einem Raum des Tempels fand sich das Archiv der Cohors XX Palmyrenorum.
Der Nekropolentempel ist im Jahr 33 v. Chr. errichtet worden und war dem Baal und Jarchibol geweiht. Der Tempel lag etwas außerhalb der Stadt und war von Palmyrern gegründet worden, die ihn anscheinend auch bis zum Ende der Stadt unterhielten.
Andere wichtige Tempel waren das Dolicheneum und der Tempel des Zeus Megistos (zweites Jahrhundert) auf der Akropolis, der wohl einen griechischen Tempel für Zeus Olympius ersetzte. Bei dem Tempel des Zeus Kyrios handelt es sich um ein kleines gegen die Stadtmauer errichtetes Heiligtum.

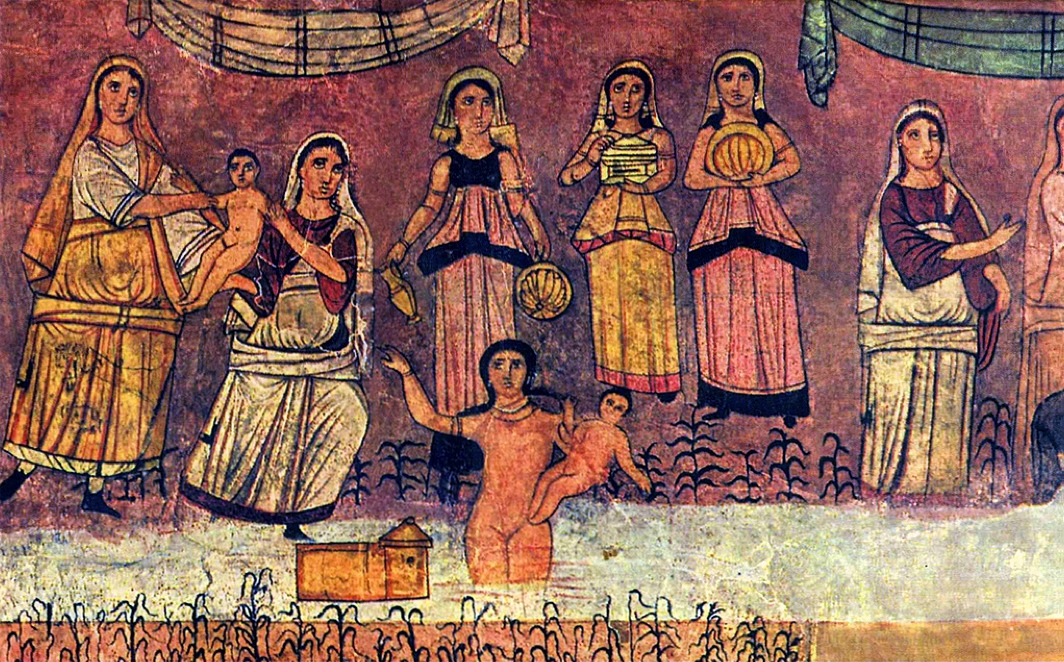
Malerei aus der Synagoge: Moses wird aus dem Nil errettet

Neben den großen Tempeln der Stadt gab es verschiedene kleine Heiligtümer unterschiedlicher religiöser Gruppen. Ein Heiligtum des Bel bestand aus einer einzelnen Halle. Mithras wurde in einem Mithräum verehrt, dem Mithräum von Dura Europos, wobei dieser orientalische Gott nicht etwa von den Parthern verehrt wurde, sondern von den römischen Soldaten nach Dura Europos gebracht wurde. Es gab auch eine reich ausgestattete Synagoge; die Synagoge von Dura Europos bezeugt den Wohlstand der jüdischen Gemeinschaft in dieser Stadt. Der Wandschmuck im Versammlungssaal der Synagoge erregte gewaltiges Aufsehen, da es sich dabei um den größten Gemäldezyklus handelt, der uns aus der Antike erhalten ist. Der Fund ist religionsgeschichtlich von Bedeutung, da man die dortigen jüdischen Gemeinden in der Regel als bilderfeindlich eingeschätzt hatte. Die christliche Hauskirche von Dura Europos, die um 230 n. Chr. in ein Privathaus eingebaut wurde, war dagegen vergleichsweise bescheiden ausgestattet und blieb schlechter erhalten.

### Paläste

Plan des Palastes des Dux Ripae, die rot gekennzeichneten Räume hatten bemalte Decken

Auf der Akropolis stand auch ein großes Peristylhaus, das versuchsweise als das Strategion (Palast des Strategos) von Dura Europos identifiziert wurde. Der erste Bau datiert ins dritte vorchristliche Jahrhundert und wurde danach mehrmals erweitert und umgebaut. Der Palast behielt dabei weitgehend seinen griechischen Charakter.
Auf der Zitadelle stand ein weiterer großer Palast, in dem vielleicht ein parthischer Strategos residierte und der das Strategion ablöste. Dieser Bau ist leider nur schlecht erhalten, da ein bedeutender Teil mit dem Ufer in den Euphrat abrutschte. Immerhin scheint in der Mitte der Anlage ein Peristyl gestanden zu haben. Zum Fluss hin gab es eventuell Iwane.
Im Norden der Stadt befand sich der so genannte Palast des Dux Ripae. Es handelte sich in römischer Zeit um das größte Gebäude der Stadt und bestand aus einer großen Palästra und dem eigentlichen Bau, der ein Peristyl in der Mitte besaß.

### Wohnbauten

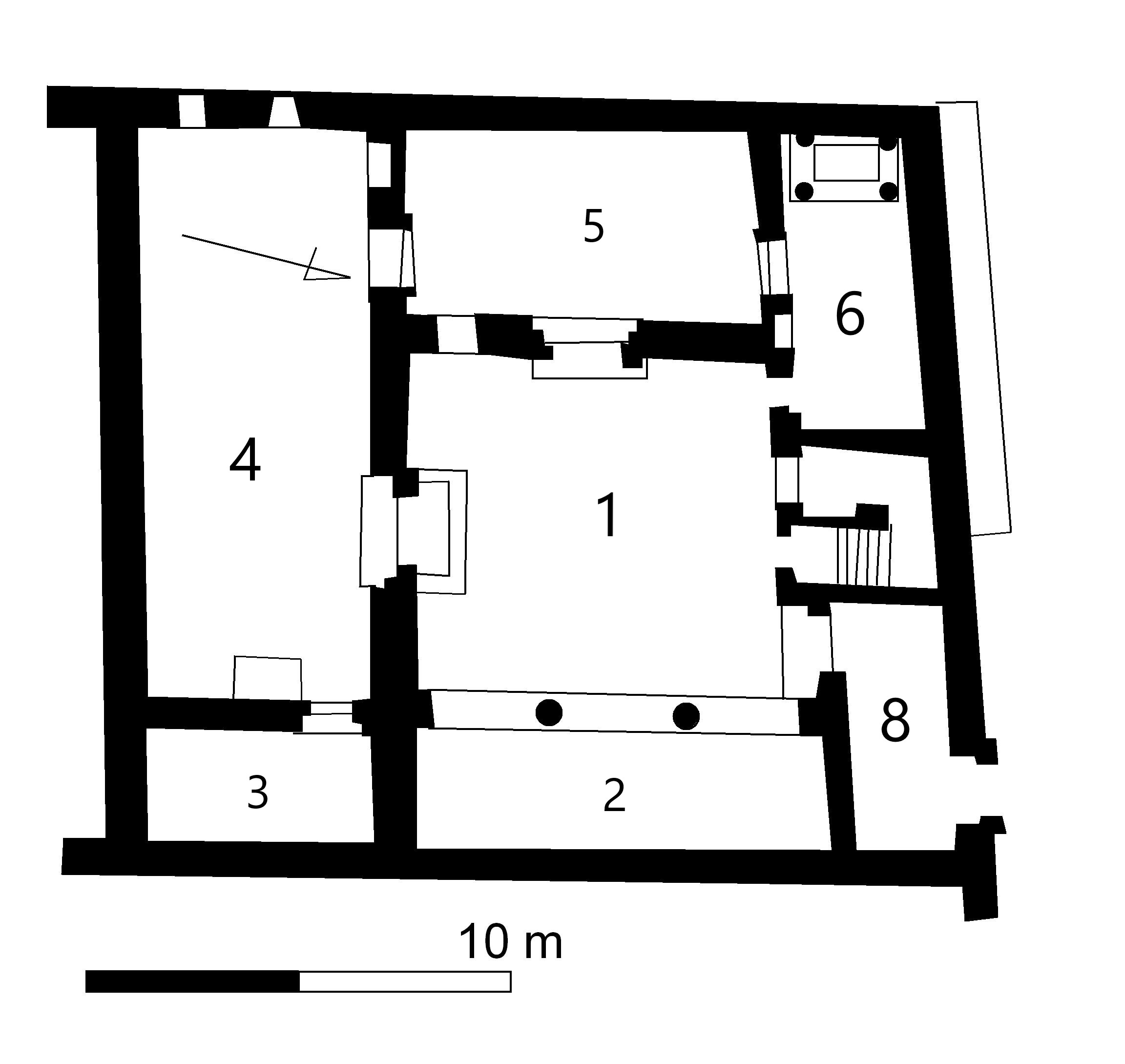
Plan der Hauskirche von Dura Europos

Es wurde eine große Anzahl von Wohnbauten ausgegraben. Diese datieren zum großen Teil in die parthische Zeit der Stadt; kaum eines kann in die hellenistische Zeit eingeordnet werden, nur wenige neue Häuser wurden unter den Römern erbaut. Die Häuser variieren in Größe und Ausstattung. Das größte gehörte einer Familie, die über mehrere Generationen das Amt des Strategos stellte. Die Namen Lysisas und Lysanias erscheinen auf einem Graffito, das in das Jahr 159 datiert. Das Haus hatte zwei Höfe, der eine für die Männer, der andere für die Frauengemächer. Es fanden sich Ställe, Toiletten und ein Bad.
Andere Häuser sind kleiner, jedoch meist nach demselben Schema errichtet. Sie haben einen offenen Hof. Zu dem Hof öffneten sich die meisten Räume des Hauses, wie die Küche, ein Empfangsraum. Hier befanden sich die Ställe und Vorratsräume. Um den Hof befanden sich oftmals Bänke. Eine Treppe führte auf ein flaches Dach. Die Wände der Häuser waren manchmal bemalt, meist mit Nachahmungen von Marmor. Die wenigen figürliche Darstellungen zeigen Bankette, Jagd- und Kriegsszenen.
Im Norden der Stadt südlich von den Principia wurde eine ganze Insula ausgegraben. Die Häuser wurden hier in römischer Zeit zu Wohneinheiten für Soldaten umgebaut. Türen wurden vermauert, Wände niedergerissen und in anderen Fällen neue Wände erbaut. Es ist jedoch schwer eine bestimmte Systematik zu erkennen. Im Süden des Blockes wurden drei Häuser zusammengelegt. Ein Raum diente offensichtlich als Schrein und war mit Bildern im klassischen Stil mit den Musen ausgemalt.

### Militärbauten
Im Norden der Stadt (Insula E7) südlich des Tempels der Artemis Azzanathkona stehen die Principia. Der Bau steht eventuell an der Stelle eines älteren Tempelkomplexes und nutzte zum Teil dessen Mauern. Der Bau besteht aus einem großen mit Säulen dekorierten Hof. Im Süden befindet sich der Haupteingang. Im Norden, genau gegenüber dem Eingang befindet sich die Aedes, der Ort, wo die Militärabzeichen und Standarten gelagert wurden. Um den Innenhof befinden sich diverse weitere Räume. Anhand einer Inschrift wurde der Bau zwischen Februar 211 und Februar 212 fertig gestellt. Die Inschriften im Bau nennen ausschließlich Legionen (Legio III Cyrenaica, Legio III Gallica, Legio IIII Scythica und Legio X Fretensis). Das Stabsgebäude der in der Stadt stationierten Kohorten muss sich woanders befunden haben. In römischer Zeit wurden mindestens drei Thermen errichtet, deren Mauern aus gebrannten Lehmziegeln bestehen, zwei von ihnen sind zum Teil mit Mosaiken dekoriert. Mosaike sind ansonsten nicht in der Stadt bezeugt.

### Friedhof
Im Gegensatz zu vielen anderen antiken Orten gibt es keinerlei Anzeichen, dass die Stadt sich auch außerhalb der Stadtmauern ausdehnte. Hier standen nur noch einige Tempel und vor allem die Nekropolen. Der Friedhof war fast ebenso groß wie die eigentliche Stadt. Es konnten zwei Grabtypen unterschieden werden. Es gab unterirdische Familiengräber mit einem großen Zentralraum und davon abgehenden Kammern, in denen die Toten beigesetzt wurden (Loculus) und es gab Grabtürme. Die Grabtürme hatten im Inneren eine auf das Dach führende Treppe, wo eventuell ein Feuer brannte, so dass die Türme im Endeffekt gigantische Altäre waren. Grabkammern fanden sich nicht in, sondern neben ihnen. Einer der Grabtürme konnte in voller Höhe rekonstruiert werden, da dessen Fassade in ganzer Länge schon in der Antike in den Sand gestürzt war und dort von den Ausgräbern gefunden wurde. Die Gräber insgesamt enthielten noch zahlreiche Beigaben.

### Andere Bauten
Das parthische Dura Europos hatte im Vergleich zu den römisch-griechischen Städten Syriens auffallend wenige öffentliche Gebäude. Obwohl sich die herrschende Oberschicht teilweise als griechisch gab und zumindest im Schriftverkehr auch deren Sprache benutzte, so findet man hier keine prächtigen Theater, Bäder oder Foren. Die meisten der wenigen nichtreligiösen öffentlichen Bauwerke stammen aus der Zeit der römischen Besatzung.
Aus der Zeit der trajanischen Eroberung stammt ein römischer Triumphbogen, der von der Dritten Kyrenischen Legion errichtet wurde, die also wohl als Eroberer von Dura Europos zu gelten hat. Der Bogen steht etwas außerhalb der Stadt und feierte den Sieg über die Parther. Interessanterweise wurde er nach der parthischen Rückeroberung nicht zerstört.
In römischer Zeit hatte die Stadt auch ein Amphitheater, das aber recht anspruchslos war und eher ein freier Platz zwischen Wohnhäusern, als ein monumentales Gebäude war. Inschriften belegen, dass hier tatsächlich Spiele stattfanden. Es sind einige Badehäuser in der Stadt bezeugt. Die meisten von ihnen wurden wohl von und für die römischen Soldaten errichtet, obwohl es zumindest ein Badehaus gibt, das nicht nur von Soldaten besucht wurde. Es bestand vielleicht schon vor der römischen Besetzung.
Im Inneren der Stadt befanden sich auch Suqs. Vor allem im Zentrum der Stadt fand sich eine Ladenstraße mit kleinen und größeren Geschäften dicht an dicht gebaut. Diese Suqs sind bisher einmalig für diese Zeit. Die Stadt hatte auch eine Karawanserei, in der sicherlich die Reisenden und Händler rasten konnten, um dann weiterzuziehen.

## Erforschung

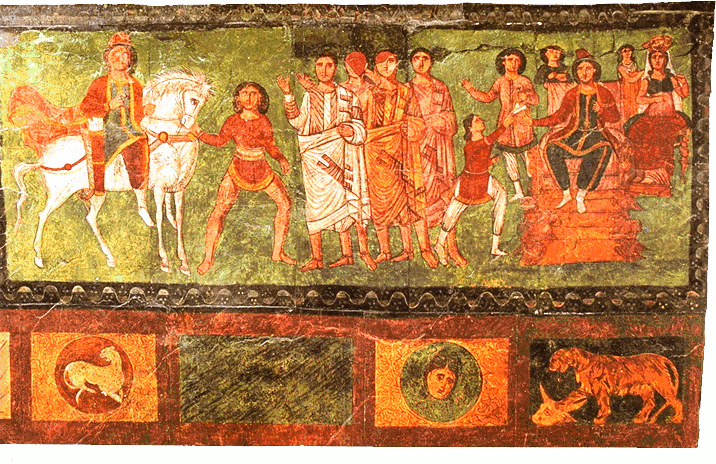
Triumph des Mordechai: Malerei in der Synagoge

Die Stätte blieb, bis man sie in den 20er Jahren des 20. Jahrhunderts wiederentdeckte, verlassen und unter Sand begraben. Erste Grabungen erfolgten 1921 unter der Leitung von Captain Gerald Murphy von der Britischen Armee. In den folgenden Jahren folgten zwei Kampagnen des Belgiers Franz Cumont, schließlich gab es systematische Ausgrabungen der Yale University mit der Académie des inscriptions et belles-lettres unter der Führung von Michael Rostovtzeff (1928–1937). Seit 1986 grub hier ein franco-syrisches Team unter der Leitung von Pierre Leriche, während in den letzten Jahren eine britische Expedition, allerdings in viel kleinerem Umfang als am Anfang des Jahrhunderts grub. Mit dem Ausbruch des syrischen Bürgerkrieges im Jahr 2011 wurden diese Expeditionen beendet.
Der Ort erlaubt wie kein anderer Ort im „römischen Orient“ einen Einblick in das Alltagsleben der Bevölkerung. Während der sassanidischen Belagerung ist ein Teil der Stadtmauer erheblich verstärkt worden. Dafür wurden Häuser, die direkt an der Mauer standen, mit Ziegeln aufgefüllt. Diese Bauten und ihre Dekorationen waren bei den Ausgrabungen ausgesprochen gut erhalten.
Die Fresken der bislang nachweislich ältesten christlichen Kirche (Hauskirche von Dura Europos) befinden sich heute in der Yale University Art Gallery in New Haven. Die Malereien der Stadt insgesamt sind die besterhaltenen Beispiele dieser Kunstgattung in der parthischen Kunst. Sie sind daher von besonderer Bedeutung für die Kunstgeschichte.
Das trockene Wüstenklima hat viel organisches Material vor dem Verfall bewahrt. Darunter befinden sich viele Stoffe und bemalte römische Schilde. Es wurden gut erhaltene Pferdepanzer von Kataphrakten bzw. Clibanariern und zahlreiche Helme gefunden, die wohl während der letzten Kämpfe um die Stadt verloren gingen.

## Rezente Zerstörungen
Seit der territorialen Inbesitznahme durch die salafistische Terrormiliz Islamischen Staat (IS) wurden die Bodendenkmale von Dura Europos in beispielloser Weise durch systematische Raubgrabungen zerstört. Anhand des Vergleichs von Satellitenbildern vom 4. August 2011 und 2. April 2014 von WorldView-2 wird das Ausmaß der Verwüstung dokumentiert. Der Siedlungsbereich innerhalb der Stadtmauern glich (Stand November 2013) einer Kraterlandschaft. Die Funde wurden als Hehlerware auf dem internationalen Antikenmarkt angeboten. Der Erlös diente neben Gelegenheitsdieben auch der Finanzierung der Terrororganisation IS. Laut Disaster Relief Task Force (DRTF) des Internationalen Museumsrats ist auch das Museum von Dura Europos „komplett geplündert worden“.